# Ivan Pešić
Ivan Pešić, né le 17 mars 1989 à Rijeka, est un handballeur international croate.
Il joue au poste de gardien de but pour le club français du HBC Nantes.

## Biographie
Le 8 février 2009, Ivan Pešić et plusieurs membres du club hongrois du Veszprém KSE fêtent la naissance de la fille d'un de leur partenaire de club dans une boite de nuit de Veszprém. Une altercation avec une trentaine de personnes se produit : le pivot roumain Marian Cozma est mortellement blessé au cœur par un coup de couteau, le demi-centre Žarko Šešum souffre d'une fracture du crâne et Ivan Pešić, lui, a dû subir l'ablation d'un rein à la suite d'un coup de couteau à l'abdomen,. Au terme de la saison, il retourne en Croatie où il passe trois saisons au RK Zagreb.
Après une saison dans le club slovène du RK Maribor Branik, Pešić rejoint en 2013 le club biélorusse du HC Meshkov Brest. Pendant les huit saisons où il y évolue, il se fait remarquer notamment en Ligue SEHA et en Ligue des champions et est régulièrement retenu en équipe nationale de Croatie.
En septembre 2021,  le HBC Nantes officialise, en même temps que son homologue islandais Viktor Gísli Hallgrímsson, sa signature pour trois saisons à partir de 2022.
Deux mois plus tard, le Meshkov Brest décide de mettre fin à son contrat huit mois avant son terme à cause de récurrentes douleurs au dos qui l'empêchent de joueur pour éviter « un risque élevé de complications graves ». Il termine alors la saison dans le club du TVB 1898 Stuttgart qui termine 15e de 1. Bundesliga.

## Palmarès

### En équipe nationale
Compétitions senior
- 5e place au Championnat du monde 2011
- médaille d'argent aux Jeux méditerranéens de 2013
- 5e place aux Jeux olympiques de 2016
- 4e place au Championnat du monde 2017
- 5e place au Championnat d'Europe 2018
- 15e place au Championnat du monde 2021
- médaille d'argent au Championnat du monde 2025

Compétitions jeunes
- médaille d'or au Championnat d'Europe des -18 ans en 2006
- médaille d'argent au Championnat du monde jeunes en 2007 (en)

### En club
Compétitions trans-nationales
- Finaliste de la Ligue SEHA en 2014 et 2015

Compétitions nationales
- Championnat de Hongrie (1) : 2009
- Coupe de Hongrie (1) : 2009
- Championnat de Croatie (3) : 2010, 2011, 2012
- Coupe de Croatie (3) : 2010, 2011, 2012
- Championnat de Biélorussie (8) : 2014, 2015, 2016, 2017, 2018, 2019, 2020, 2021
- Coupe de Biélorussie (7) : 2014, 2015, 2016, 2017, 2018, 2020, 2021